# Danny Hodge
Daniel Hodge (Oklahoma, Estados Unidos, 13 de mayo de 1932-25 de diciembre de 2020) fue un luchador profesional y boxeador estadounidense retirado especialista en lucha libre olímpica donde llegó a ser subcampeón olímpico en Melbourne 1956. Era famoso por tener la habilidad o capacidad de aplastar manzanas con una sola mano.

## Carrera deportiva
En los Juegos Olímpicos de 1956 celebrados en Melbourne ganó la medalla de plata en lucha libre olímpica estilo peso medio, tras el búlgaro Nikola Stanchev (oro) y por delante del soviético Georgi Skhirtladze (bronce).

## Carrera en la lucha libre  profesional

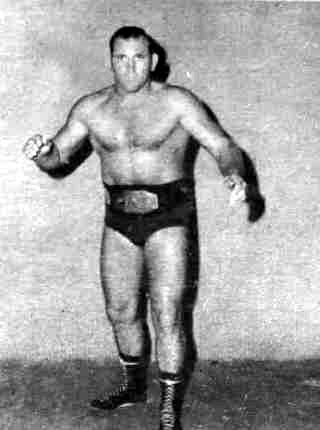
Danny Hodge en la portada del volumen 1 de noticias de lucha libre

Entrenado por Leroy McGuirk y Ed "Strangler" Lewis, Hodge hizo su debut como luchador profesional en octubre de 1959. La primera pelea importante de Hodge fue con el campeón de peso pesado junior de la National Wrestling Alliance, Angelo Savoldi. La rivalidad de Hodge con Savoldi condujo a un evento extraño. El padre de Hodge entró al ring durante un combate de box el 27 de mayo de 1960 entre Hodge y Savoldi, y apuñaló a Savoldi con una navaja. Savoldi requirió 70 puntos de sutura en un hospital local, mientras que el padre de Hodge fue arrestado. El 22 de julio de 1960, Hodge derrotó a Savoldi por el Campeonato Mundial de Peso Pesado Junior de la NWA en el Stockyards Coliseum de Oklahoma City. Hodge se convirtió en el artista principal de McGuirk, y en 1962, Hodge ganaba más de 80.000 dólares al año.
Hodge fue un perenne Campeón Mundial Junior de Peso Pesado de la NWA, con el título ocho veces durante un total de más de diez años, más que cualquier otra persona. En 2007, fue incluido en el Salón de la Fama de la Lucha Libre Profesional. Hizo apariciones en WWE en Raw en 2005 y 2012 en las que honró a su compañero de Oklahoma Jim Ross.